# Opéra Garnier
Opéra Garnier též Palais Garnier je jeden ze dvou operních domů v Paříži, které využívá Opéra national de Paris. Opéra Garnier byla otevřena v roce 1875 a nachází se v 9. obvodu. Nese jméno svého architekta Charlese Garniera. Od otevření Opéry Bastilla v roce 1989 se Opéra Garnier zaměřuje hlavně na baletní představení Ballet de l'Opéra national de Paris a na klasickou operu. Významná budova dala název nejen zdejší ulici (Avenue de l'Opéra), náměstí (Place de l'Opéra), stanici metra (Opéra), ale i celému 9. obvodu.

## Historie
Budovu opery postavil v letech 1860-1875 stavitel a architekt Charles Garnier, pověřený Napoleonem III. Bezprostředním důvodem pro novou stavby byl neúspěšný pokus o atentát na Napoleona 14. ledna 1858, když s císařovnou navštívili tehdejší operní sál v ulici Rue Lepeletier. Staveniště vybral prefekt Haussmann v rámci probíhající přestavby Paříže a v architektonické soutěži v roce 1858 překvapivě vyhrál mladý a nepříliš známý architekt Garnier. V roce 1860 začaly obtížné a zdlouhavé stavební práce. Už samotný terén působil stavitelům problémy, protože vysoká hladina podzemní vody znesnadňovala položení základů. Pod budovou opery byla vytvořena rozsáhlá podzemní sběrná nádrž, která je pravidelně kontrolována hasiči a odčerpávána. Kromě toho byla výstavba zpožděna prusko francouzskou válkou a zánikem Druhého císařství. Po požáru tehdejší operní budovy v roce 1873 rozhodla vláda Třetí republiky o dokončení stavby a nový operní dům byl slavnostně otevřen 5. ledna 1875.

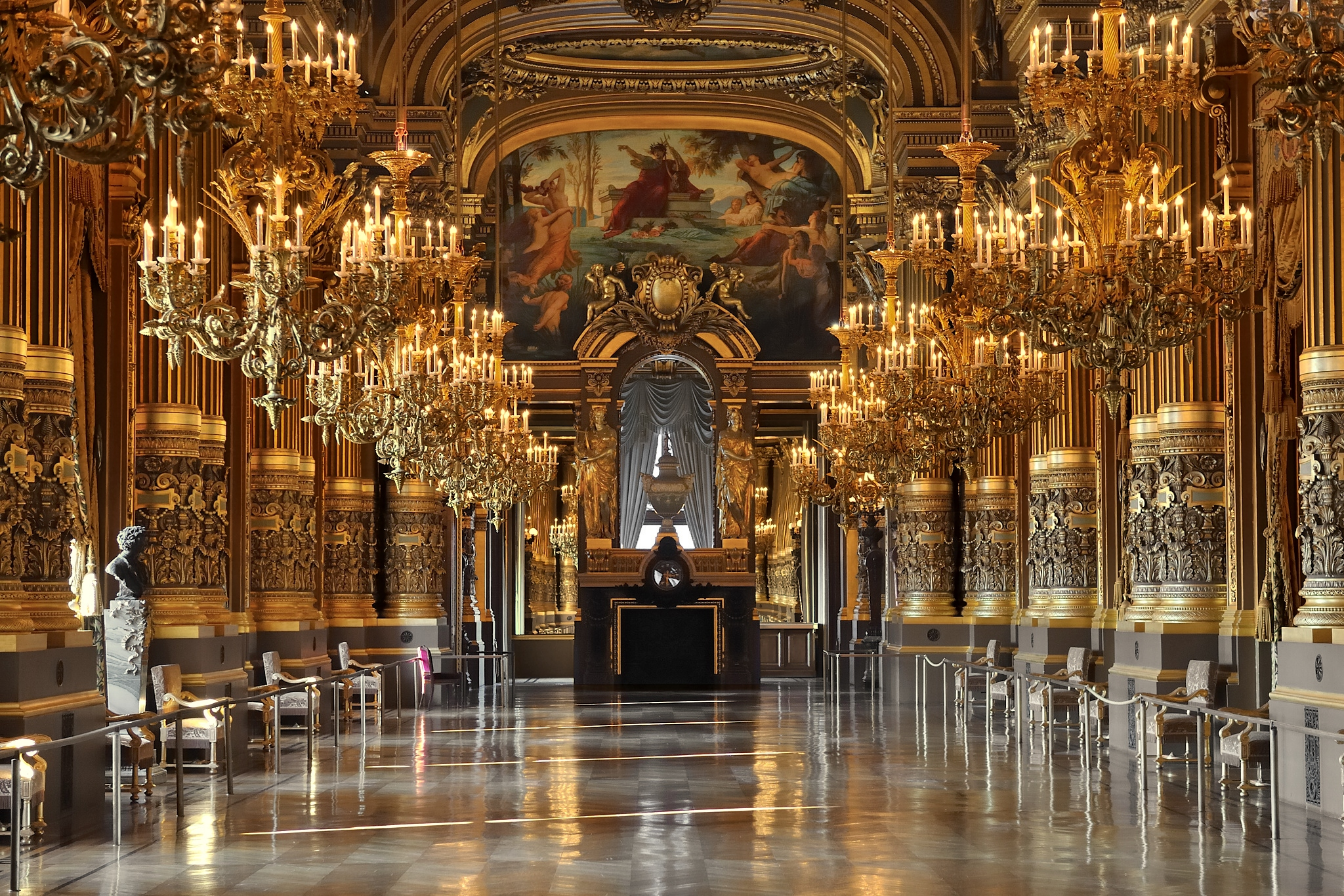
Grand Foyer

## Architektura
Architekt Garnier navrhl budovu, která měla svou pompézností a luxusem oslavit císařství, proto zvolil v architektuře i výzdobě novobarokní styl. Ve velkoleposti stavby se odráží i skutečnost, že v 19. století byla návštěva opery především společenskou událostí. S ohledem na tyto potřeby architekt vytvořil velkolepé mramorové schodiště, Grand Foyer, okrouhlý Salon du Glacier a v červené a zlaté barvě zdobené obrovské hlediště. Hlediště ve tvaru podkovy neumožňuje dobrý výhled na jeviště především na jeho okrajích, kde diváci sedí proti sobě. Se svou rozlohou 11 237 m² je největším divadlem na světě (ačkoliv Vídeňská státní opera a La Scala v Miláně mají více sedadel). Hlavní sál je osvětlen osmitunovým křišťálovým lustrem, na schodiště bylo použito přes 30 druhů mramoru.
Hlavní fasáda je zdobená mnoha sochami. Mezi spodními pilíři jsou alegorické sochy představující: Lyrickou poezii, Hudbu, Idylu, Deklamaci, Zpěv, Drama, Tanec a Lyrické drama. V nikách nad okny do lóží jsou pozlacené bronzové busty významných skladatelů (Halévy, Meyerbeer, Rossini, Auber, Spontini, Beethoven a Mozart).
Atika je zdobená sochami Cimarosy, Haydna, Pergolesiho a Bacha. Na atice stojí pozlacené bronzové sousoší Lyrické poezie s Múzami a Duch slávy. Obrovská kupole je korunována sochou Apollóna s lyrou doplněná po stranách postavami Pegasů.
V roce 1963 vytvořil Marc Chagall novou malbu pro strop v hledišti. Původní malba nebyla zničena, ale zůstala uchována pod novým obrazem. Návrh původní nástropní malby je k vidění v muzeu v Palais Garnier.

## Fantom Opery
Tento operní dům je dějištěm příběhu o Fantomovi opery. Reálnou základnou pro jeho vznik byly tajemné zvuky z podzemí během prvních představení a rovněž nikdy plně neobjasněná nehoda, při které 20. května 1896 spadlo protizávaží těžkého lustru a zabilo 56letou domovnici Madame Chomette. Tyto události a strach zaměstnanců z rozsáhlého labyrintu chodeb v suterénu a podzemních zásobáren vody daly vytvořit mýtu o Fantomovi pařížské opery.
Tento příběh zpracoval jako první ve svém románu Gaston Leroux a na jeho základě vznikly i další zpracování, filmové i muzikální.